# Tenth United States Army

Schulterabzeichen der 10. Armee

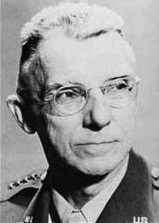
General Joseph Stilwell (1943)

Die Tenth United States Army (deutsch 10. US-Armee) war das letzte US-amerikanische Armeeoberkommando, das im Pazifikkrieg in der Schlussphase des Zweiten Weltkriegs aufgestellt wurde. Das Armeehauptquartier wurde im Juni 1944 in Fort Sam Houston, Texas, organisiert und im gleichen Jahr nach Hawaii verlegt. Die Armee wurde von Lieutenant General Simon Bolivar Buckner, Jr. kommandiert, bis dieser am 18. Juni 1945 auf Okinawa fiel. Major General Roy Geiger führte die Armee vorübergehend, bis General Joseph Stilwell das Kommando am 23. Juni übernahm.
Während der Schlacht von Okinawa gehörten folgende Einheiten zur 10th US Army: Das XXIV. Corps der U.S. Army und das IIIrd Amphibious Corps des U.S. Marine Corps. Die 10th US Army hatte als einzige Armee eine eigene taktische Luftwaffe (joint Army-Marine Command). Zu den unterstellten Verbänden gehörten die 1st Marine Division, 2nd Marine Division und 6th Marine Division, die 7th Infantry Division, 27th Infantry Division und 96th Infanterie-Division der US Army und die 77th Sustainment Brigade.
Der 10th US Army gehörten 102.000 Heeressoldaten an, über 88.000 Marines und 18.000 Angehörige der Navy (hauptsächlich Seabees und Sanitäter). Zu Beginn der Schlacht von Okinawa standen 182.821 Mann unter dem Kommando der 10th US Army.
Die 10th US Army verlor 65.631 Mann während ihrer Einsätze. Das XXIV. Corps verlor 34.736, das III. Amphibious Corps 26.724, die taktische Luftwaffe 520. Die höchstrangigen Opfer waren General Simon Bolivar Buckner, Jr. und Brigadier General Claudius M. Easley.
Okinawa war die einzige Schlacht, an der die 10th US Army während des Zweiten Weltkriegs teilnahm.  Sie sollte an der Operation Downfall, der zweiten Phase der Invasion Japans teilnehmen, aber die japanische Kapitulation nach den Atombombenabwürfen auf Hiroshima und Nagasaki machte dies hinfällig.